# Gambia Volleyball Association
Die Gambia Volleyball Association (GVBA) (deutsch: Gambischer Volleyballverband) ist der Dachverband der Volleyballvereine in dem westafrikanischen Staat Gambia.
Die 1972 gegründete Gambia Volleyball Association ist Mitglied im Confédération Africaine de Volleyball (CAVB) sowie der Fédération Internationale de Volleyball (FIVB). Sie organisiert nationale Meisterschaften für Männer und Frauen.

## Geschichte
Der Verband nahm ab Februar 2015 am Africa Dream Project der FIVB teil. Im Rahmen des Projekts wurden in Banjul, Kanifing, Brikama und Farafenni jeweils ein Zentrum zur Förderung des Volleyballsports eröffnet. Dort wurden insbesondere im Jugendbereich Kurse angeboten und Turniere veranstaltet. Das Projekt wurde mit 30.000 US-Dollar jährlich gefördert und hatte eine Laufzeit von vier Jahren.

### Präsidenten
- mindestens 2008 bis Juni 2014: Musa Cassa Taal (Musa Casa Taal)[3][4]
- ab Juni 2014: Yunusa Barry[5]

## Volleyball
Regelmäßig finden Ligaspiele und nationale Pokalwettkämpfe statt. 2014 gewann das Frauenteam des Interior FC zum sechsten Mal in Folge sowohl die Meisterschaft der Liga als auch die Pokalwettkämpfe.

## Beachvolleyball
Die GVBA organisiert auch die gambischen Beachvolleyballteams. Ein erstes Engagement gab es in diesem Bereich ab November 2009, als der Verband erstmals ein Beachvolleyballturnier plante. Gambische Nationalteams traten 2011 zum ersten Mal international an. Pläne zum dauerhaften Aufbau von Nationalteams wurden im Juli 2014 vorgestellt. Im August des Jahres fand erstmals eine Schulung für Trainer und Schiedsrichter statt. Im September 2014 wurde erstmals ein größeres Turnier, das National Beach Volleyball Nawetan, veranstaltet.
Im März 2017 wurde mit der Qualifikation für die Afrikaspiele 2019 zum ersten Mal ein internationaler Wettbewerb im Beachvolleyball ausgerichtet.
Im Juli 2018 trat erstmals ein Juniorenteam bei den African Youth Games 2018 an. Für das weibliche U18-Team starteten Mariama Ginadou (Interior) und Fatoumatta Sillah (Brikama Volleyball Club). Außerdem wurde im September 2018 ein männliches U18-Team aus Amadou Jarju und Jahara Koita bei einem Wettbewerb eingesetzt.

### Nationale Meisterschaften
Nationale Meisterschaften wurden 2014, 2016/17 und 2018/19 durchgeführt.
Bei den Frauen gewannen Abie Kujabi und Saffie Sawaneh (Gambia Armed Forces) zwei Mal Gold in Folge (2014, 2017). 2018/19 unterlagen Kujabi und ihre Teampartnerin Nyima Demba im Februar 2019 im Finale Fatoumatta Ceesay und Mariama Ginadou (Interior).
Bei den Männern gewann 2017 das Team der Gambia Armed Forces. 2018/2019 gewannen Amadou Jarju und Malick Jammeh von Gamtel/Gamcel.

### Nationaltrainer
- um 2011: Alagie Ceesay[26]
- um Januar 2015: Ebrima Nyass[27]
- etwa April 2015 bis etwa September 2015: Alagie Babou Joof[28][29]
- etwa November 2015 bis etwa September 2017: Ebrima Nyass[30][31][32][33]
- um August/September 2018: Lamin Bargie (Lamin F. Bargie)[34][17]
- um April 2019: Pa Babucarr Barrow (Pa Baboucarr Barrow)[35] (Ab Mai/Juni 2018 Trainer des weiblichen U18-Teams[14][36][37])
- ab September 2019 Trainerin des Frauenteams: Marie Wadda[38][39]

### Nationalteam der Frauen
Im Januar 2011 wurde ein gambisches Nationalteam in Dakar (Senegal) Dritter in der ersten Runde der Qualifikation für die Olympischen Spiele 2012 und qualifizierte sich für die zweite Runde. Dort nahmen im Juli in Sierra Leone Saffie Sawaneh/Abie Kujabi und Sainabou Tambedou/Louis Joof teil und belegten Platz sechs.
Im November 2012 nahmen Sawaneh und Marie Wadda an der Zone 2 Beach Volleyball Championship in Kap Verde teil und erreichten den dritten Platz.
Das Jahr 2015 war für das Team überaus erfolgreich. Bei der Qualifikation für die Olympischen Spiele 2016 konnten sich im Januar 2015 in der ersten Runde in Dakar Kujabi, Sawaneh, Tambedou und Fatoumatta Ceesay für die zweite Runde qualifizieren. Im April 2015 nahm das Team zum ersten Mal in Dakar an der Qualifikation für die Afrikaspiele 2015 teil. Kujabi und Sawaneh schieden jedoch mit einem dritten Platz aus. Im November 2015 gewann das 4x4-Team aus Tambedou, Ceesay, Kujabi sowie Aminata Gaye die zweite Runde des CAVB Continental Cup in der Ländergruppe B in Abidjan (Elfenbeinküste). Somit gewannen die Spielerinnen alle zwölf im Jahr 2015 ausgetragenen Spiele.
In der dritten Runde (Finalrunde) in Abuja (Nigeria) im April 2016 verlor dasselbe Team vier von fünf Spielen und schied aus. Damit war die Siegesserie von 15 gewonnenen Spielen in Folge zu Ende. Für die Leistungen im Jahr 2016 wurde das Frauennationalteam im April 2017 mit den National Sports Awards der Sports Journalists’ Association of The Gambia (SJAG) ausgezeichnet.
Im März 2017 gewann das Team Sawaneh/Kujabi die erste Qualifikationsrunde für die Afrikaspiele 2019 in Banjul.
Im September 2018 hatte Fatoumatta Sillah an der Seite von Tambedou ihr Debüt bei einem Turnier in Banjul, weil Kujabi verletzungsbedingt ausfiel.
Im April 2019 traten Kujabi und Ceesay beim African Nations Cup Beach Volleyball Championship in Abuja (Nigeria) an und wurden Zehnte. Bei den African Beach Games 2019 im Juni schieden die beiden im Viertelfinale aus. Bei den Afrikaspielen 2019 im August wurden sie Zehnte. Bei den World Beach Games 2019 im Oktober belegte das Team von Kujabi, Ceesay, Gaye, Tambedou, Anna Marie Bojang und Mariama Ginadou Platz fünf im 4x4-Beachvolleyball.
Im Januar 2020 scheiterten Ceesay und Kujabi bei der Qualifikation für die Olympischen Spiele 2020 in Tokio.

#### Liste der Spielerinnen
Stand: Januar 2020.
| Name              | Verein                                                              | erster Einsatz | letzter Einsatz | Anmerkungen                            |
| ----------------- | ------------------------------------------------------------------- | -------------- | --------------- | -------------------------------------- |
| Saffie Sawaneh    | Olympafrica Centre/Serrekunda East, ab ca. 2014 Gambia Armed Forces | 2011           |                 | [ 41 ] [ 27 ]                          |
| Abie Kujabi       | Brikama, ab ca. 2014 Gambia Armed Forces                            | 2011           |                 | [ 41 ] [ 27 ] [ 56 ]                   |
| Sainabou Tambedou | Jeshwang, ab ca. 2015 Gamtel/Gamcel, um 2019 Interior               | 2011           |                 | [ 41 ] [ 27 ] [ 57 ]                   |
| Louis Joof        | Gamtel/Gamcel                                                       | 2011           | 2011            | [ 41 ]                                 |
| Marie Wadda       | Interior                                                            | 2012           | 2012            | ab 2019 Trainerin des Frauenteams      |
| Fatoumatta Ceesay | Interior                                                            | 2015           |                 | [ 41 ]                                 |
| Aminata Gaye      | Interior                                                            | 2015           |                 | Gaye ist auch Fußballnationalspielerin |
| Fatoumatta Sillah | Brikama                                                             | 2018           |                 | [ 58 ]                                 |
| Anna Marie Bojang | Gamtel/Gamcel                                                       | 2019           |                 | [ 59 ]                                 |
| Mariama Ginadou   | Interior                                                            | 2019           |                 | [ 58 ]                                 |

### Nationalteam der Männer
Im Januar 2011 wurde ein gambisches Nationalteam in Dakar (Senegal) Dritter in der ersten Runde der Qualifikation für die Olympischen Spiele 2012 und qualifizierte sich für die zweite Runde. Im Juli in Sierra Leone traten Sanu Secka, Ebrima Nyass, Tijan Janko (Tijan Njanko) und Ousainou Jatta an und kamen mit einem dritten Platz weiter. In der dritten Runde der Qualifikation Ende Oktober 2011 in Abuja (Nigeria) wurde Tijan Janko durch Amadou Jarju ersetzt. Das Team schied im Halbfinale aus.
Im Januar 2015 spielte das Team in der ersten Runde der Qualifikation für die Olympischen Spiele 2016 in Dakar (Senegal). Malick Jammeh, Babucarr Jarra, Pa Ali Njie und Alieu Barry konnten die nächste Runde erreichen. Im April 2015 nahm das Team zum ersten Mal an der Qualifikation für Afrikaspiele 2015 teil. Jarra und Jammeh konnten sich mit einem zweiten Platz qualifizieren.Im November 2015 erreichte das Team aus Secka, Barry, Jarra und Jammeh in der zweiten Runde des CAVB Continental Cup in der Ländergruppe B in Abidjan (Elfenbeinküste) den zweiten Platz. In der dritten Runde im Mai 2016 in Tunesien schieden sie aus.
Im März 2017 wurden Alieu Barry und Ebrima Jatta in der ersten Qualifikationsrunde in Banjul für die Afrikaspiele 2019 Zweiter.
Anfang Februar 2019 konnten Sainey Jawo und Babucarr Jarra bei dem Qatar Senior Beach Volleyball Cup die Bronzemedaille gewinnen. Im April 2019 nahmen Jatta und Amadou Jarju am CAVB Beach Volleyball Nations Cup in Abuja (Nigeria) teil. Bei den African Beach Games 2019 im Juni 2019 spielte Jarju gemeinsam mit Jahara Koita. Bei den Afrikaspielen 2019 im August gewannen Jawo und Jarra die Goldmedaille.

#### Liste der Spieler
Stand: September 2019.
| Name                       | Verein                             | erster Einsatz | letzter Einsatz | Anmerkungen                                               |
| -------------------------- | ---------------------------------- | -------------- | --------------- | --------------------------------------------------------- |
| Sanu Secka                 | Gamtel/Gamcel                      | 2011           | 2015            |                                                           |
| Ebrima Nyass               | Interior                           | 2011           | 2011            |                                                           |
| Tijan Janko (Tijan Njanko) | Olympafrica Centre/Serrekunda East | 2011           | 2011            | tritt seit 2014 für Katar an.                             |
| Ousainou Jatta             | Jeshwang                           | 2011           | 2011            |                                                           |
| Amadou Jarju               | Old Jeshwang                       | 2011           |                 |                                                           |
| Malick Jammeh              | Old Jeshwang                       | 2015           | 2015            |                                                           |
| Babucarr Jarra             | Old Jeshwang                       | 2015           |                 |                                                           |
| Pa Ali Njie                | Serekunda East                     | 2015           | 2015            |                                                           |
| Alieu Barry                | Gamtel/Gamcel                      | 2015           |                 |                                                           |
| Ebrima Jatta               | Gambia Armed Forces                | 2017           |                 |                                                           |
| Sainey Jawo                | al-Sadd Sports Club (Katar)        | 2019           |                 |                                                           |
| Babucarr Jarra             | al-Sadd Sports Club (Katar)        | 2019           |                 |                                                           |
| Sheikh Colley              |                                    | 2018           |                 | Gambischer Teilnehmer Olympische Jugend-Sommerspiele 2018 |
| Jahara Koita               |                                    | 2018           |                 | Gambischer Teilnehmer Olympische Jugend-Sommerspiele 2018 |